# رجل العائلة (فلم)
رجل العائلة (بالإنجليزية: The Family Man) هو فيلم دراما أمريكي لعام 2000 من إخراج بريت راتنر وبطولة نيكولاس كيج وتيا ليوني.

## قصة الفيلم
جاك كامبل (نيكولاس كيج) رجل أعمال ناجح وموهوب، وهو أيضًا أعزب ويعيش حياته وحيدًا في سعادة معتقدًا بأنه حصل على كل شيء.
يستيقظ جاك في أحد الأيام ليجد نفسه يعيش حياة مختلفة تمامًا لم يتخلَّ فيها عن حبيبته أيام الجامعة من أجل رحلة إلى لندن، ويكتشف أنه تزوجها وأنجب منها طفلين ويعيش حياة عائلية هادئة.
وبالطبع يبدأ جاك في محاولات يائسة لاستعادة حياته الأصلية وعمله الناجح الذي عمل من أجله لأعوام طويلة بدلًا من عمله كمندوب مبيعات في أحد المتاجر المحلية.
ومع مرور الأيام يبدأ جاك في الاستمتاع بما افتقده في حياته الأصلية ليكتشف أن الأموال ليست كل شيء في الحياة.

## الممثلون
>*نيكولاس كيج
>*تيا ليوني

## وصلات خارجية
- مقالات تستعمل روابط فنية بلا صلة مع ويكي بيانات